# Chenopodium ficifoliiforme
Chenopodium ficifoliiforme là loài thực vật có hoa thuộc họ Dền. Loài này được F.Dvorák mô tả khoa học đầu tiên năm 1986.